# غيل بن حبتور

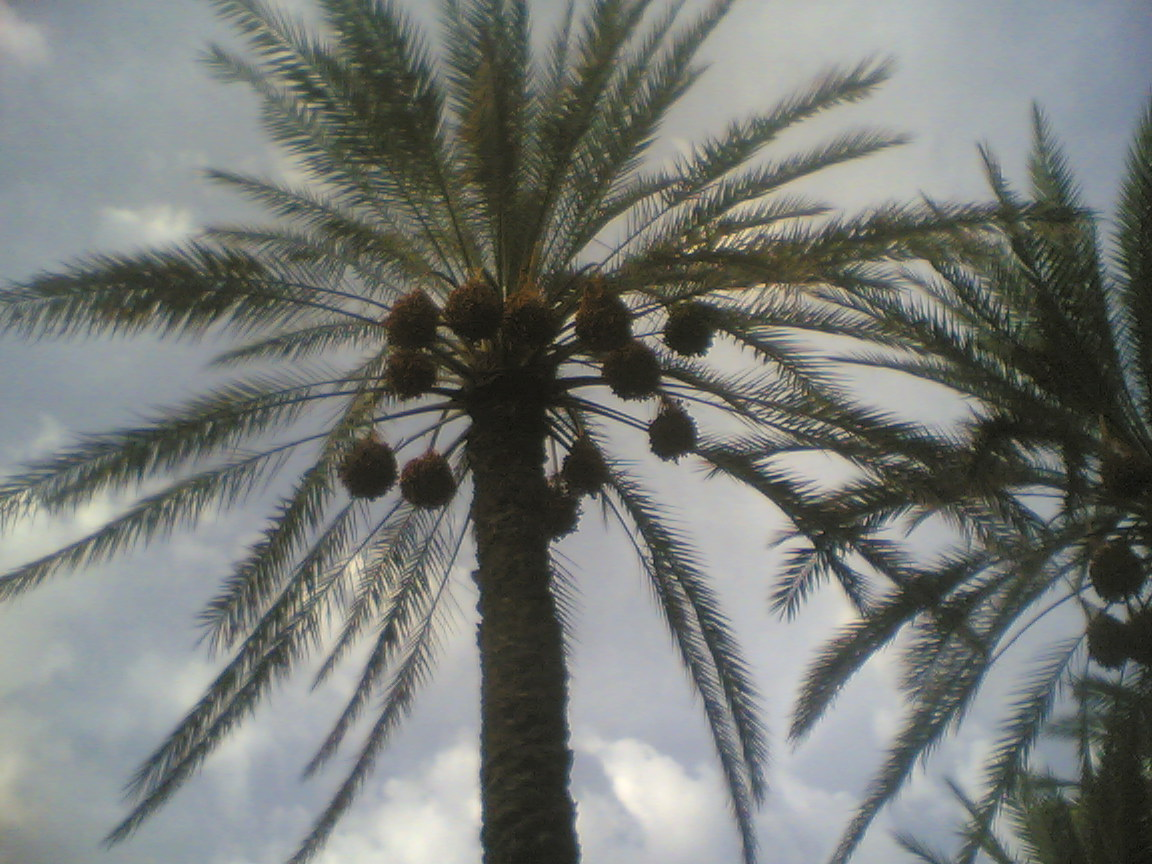
شجر النخيل في الغيل

الغيل  هي منطقة جغرافية على امتداد جزء من وادي حبان . تتبع إداريا مديرية الروضة بمحافظة شبوة جنوبي اليمن. يبعد الغيل عن مدينة حبان التاريخية بحوالي 21 كم (مباشر)26 كم (خط المواصلات).يقدر عدد سكان الغيل ب حوالي 3425 نسمة حسب تعداد ديسمبر 2004م

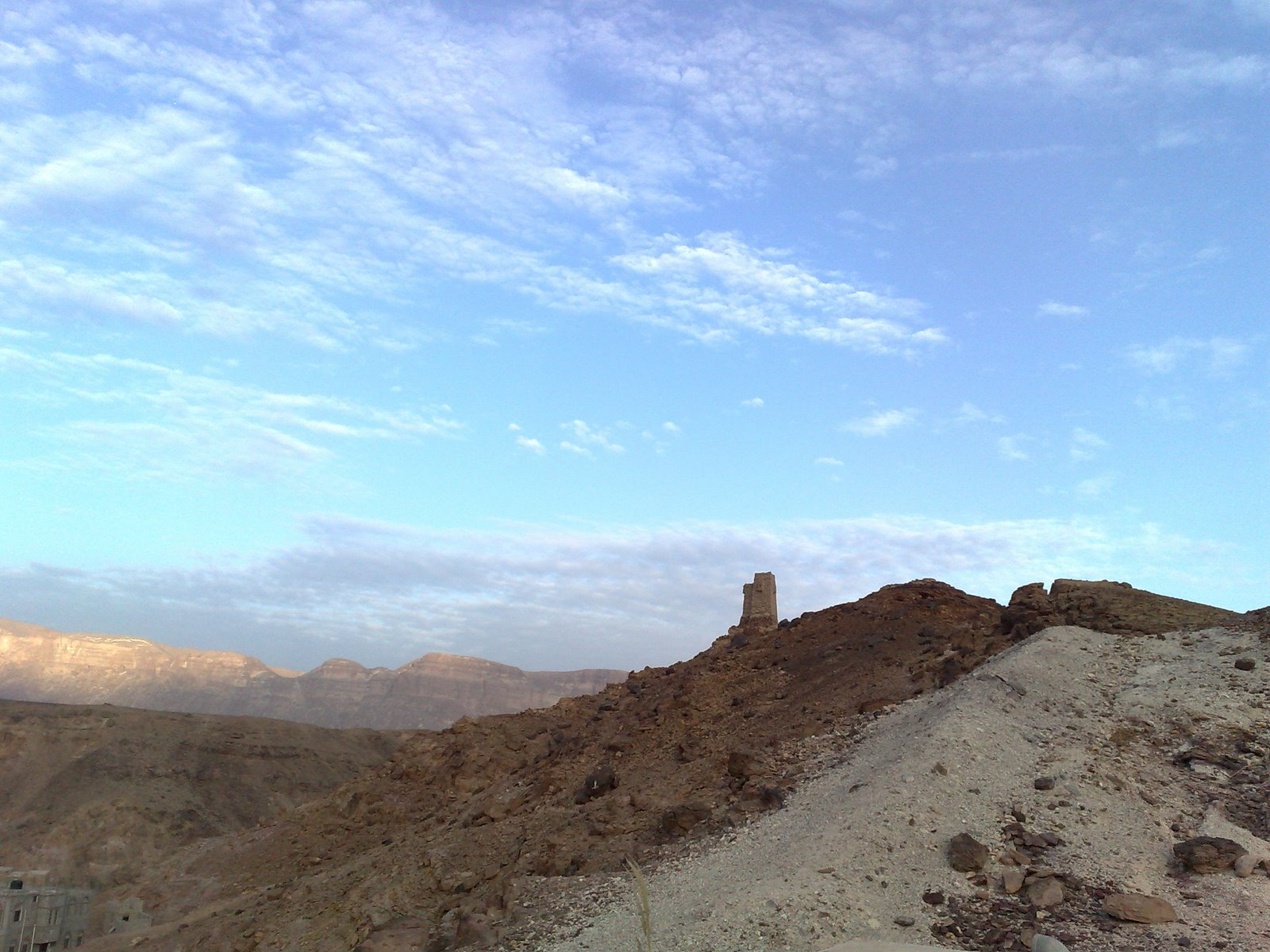
صورة ويظهر فيها منزل حربي كما يسمى في هذه المناطق ويشرف على عدة قرى من قرى الغيل

ويتكون الغيل من عدة قرى متناثرة على جنبات الغيل الذي يجري فيه الماء العذب على مدار السنة وهذه القرى هي: مريخ و الصدارة و الصفاة و الصر و قرية المشباب و المعافر و قرية غرير و كرب و دبون و قرية القرن و الوديعة و النبوة و العادية و قرية الرديحة و تمورة .

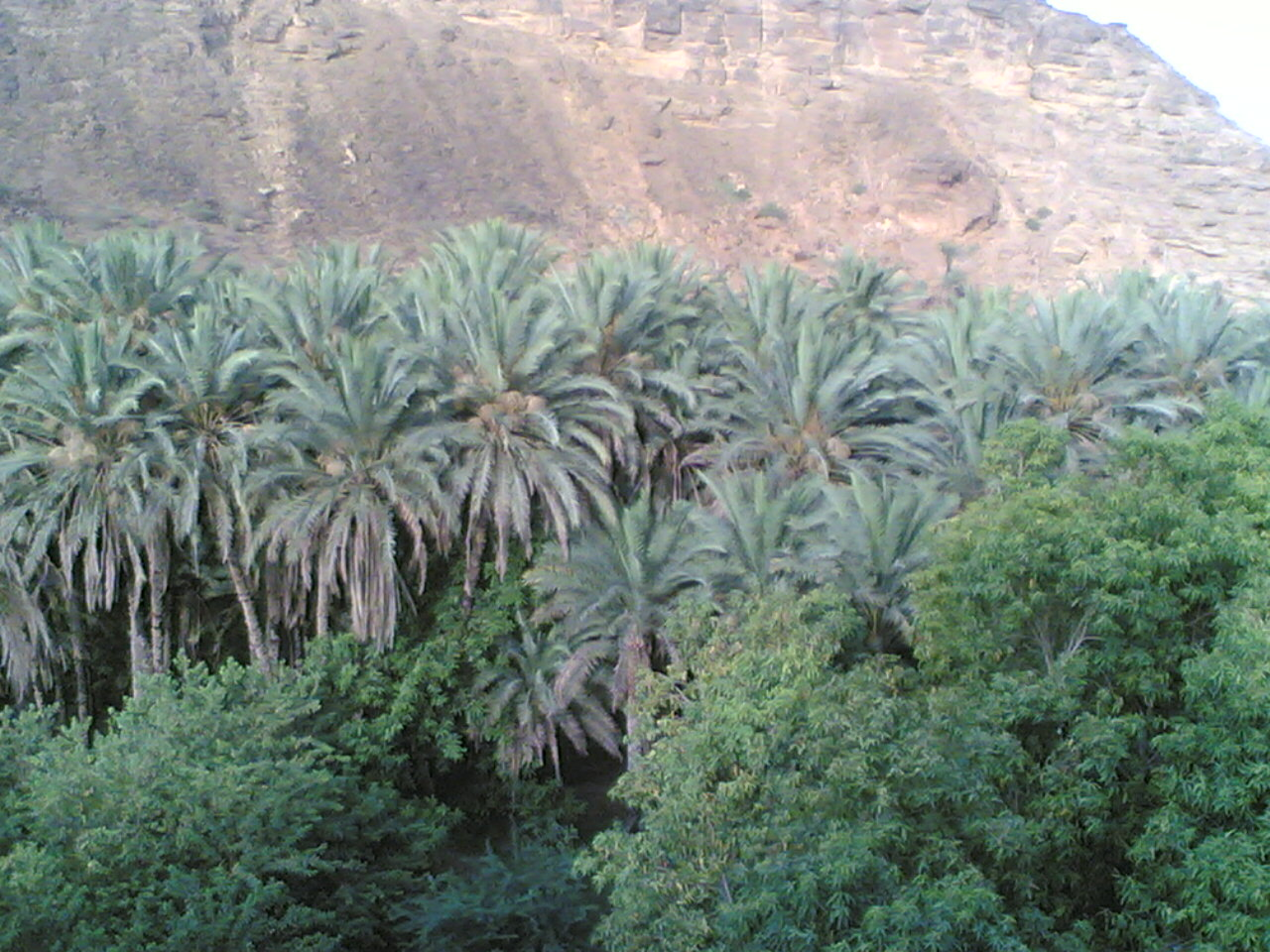
قرية الصفاه من أجمل القرى في أعلى الغيل.

## وصلات خارجية
- http://alnkeel.jeun.fr/